# Hochstraße (Ruhmannsfelden)
Hochstraße ist ein Ortsteil des niederbayerischen Marktes Ruhmannsfelden im Landkreis Regen.

## Geographie
Der Weiler liegt etwa zwei Kilometer südlich des Hauptortes an der Gemeindeverbindungsstraße zwischen Ruhmannsfelden und Gotteszell.